# Delonix regia
Delonix regia (Bojer ex Hook.) Raf. è una pianta della famiglia delle Fabacee (note anche come Leguminose), originaria del Madagascar.
È conosciuta in molte parti del mondo, specialmente ai Tropici, come Flamboyant e in Italia anche come "albero di fuoco".

## Etimologia
Flamboyant è una parola francese che significa "fiammeggiante", per l'aspetto alla fioritura.
"Albero di fuoco", analogamente è in relazione alla pianta in fiore.
Delonix è un termine derivato dal greco e letteralmente si traduce con "unghia all'ingiù" con riferimento all'aspetto dei petali; regia sottolinea il portamento imponente della specie.

## Descrizione

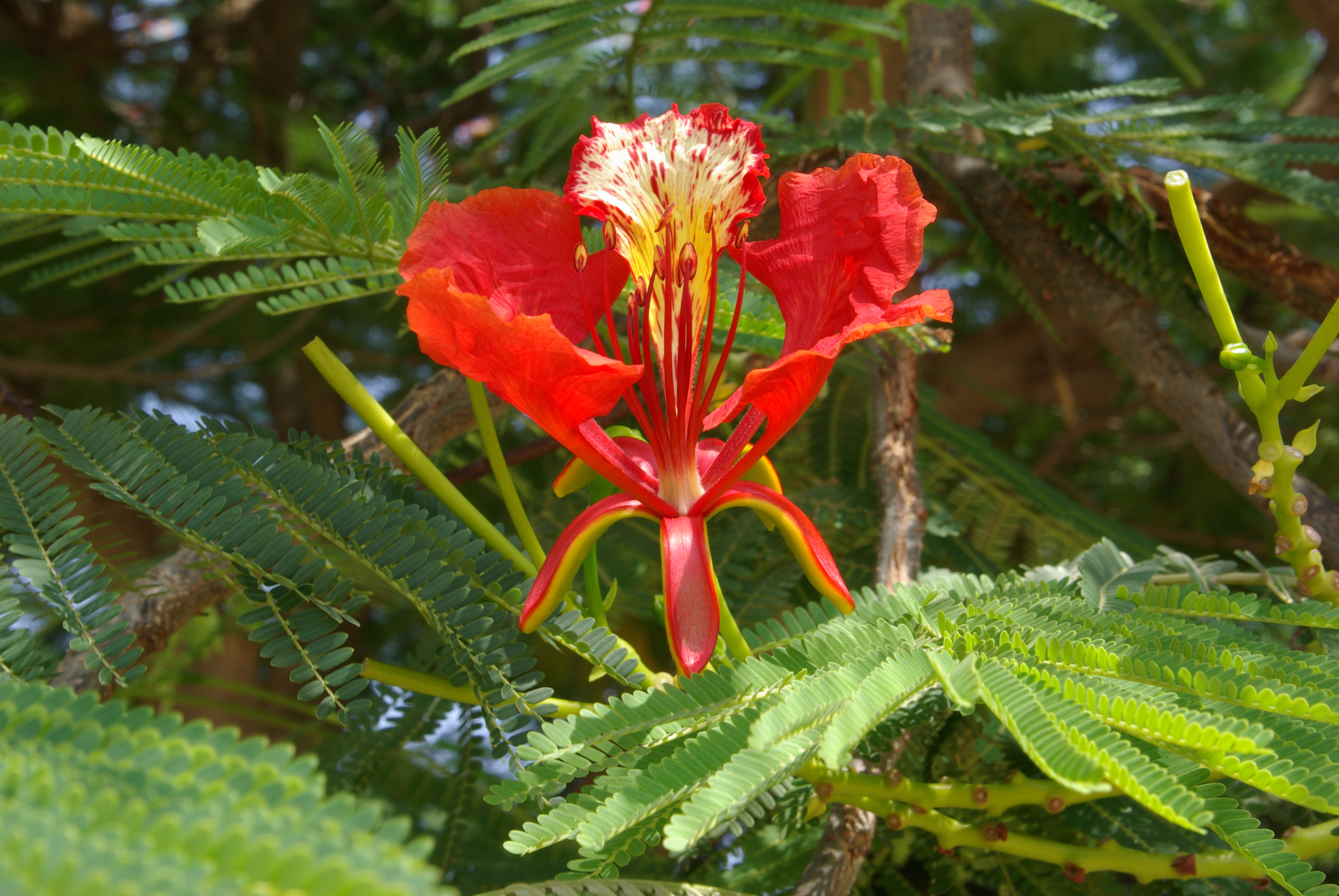
Dettaglio del fiore

È un albero maestoso alto sino a 20 m, con fusto cilindrico, del diametro di circa 50 cm e rami allargati che si dipartono dall'apice del fusto.
Le foglie, paripennate, sono composte da 10-20 paia di foglioline finemente pubescenti.
I fiori, di colore rosso-arancio, con petali lunghi 5–7 cm, sono disposti in infiorescenze corimbose.
Il frutto è un baccello lungo tra i 40 ed i 60 centimetri contenente alcune decine di semi oblunghi, scuri e striati sui bordi.

## Distribuzione e habitat
La specie cresce spontanea in natura solo nella foresta decidua secca del Madagascar nord-occidentale, nell'area del massiccio di Bemaraha e nelle foreste attorno ad Antsiranana.
Sin dal XIX secolo la pianta è stata introdotta in molti paesi tropicali nei quali si è naturalizzata. È molto presente alle Canarie, dove viene usata nei viali pubblici. In alcuni di essi, come l'Australia, si è rivelata una specie invasiva, in grado di creare problemi alla flora autoctona.

## Usi
Nelle zone temperate questa pianta è coltivata per ornamento dei giardini o nelle alberate stradali.